# Anastrepha stonei
Anastrepha stonei
 es una especie de insecto díptero que Steyskal describió científicamente por primera vez en el año 1977.
Esta especie pertenece al género Anastrepha de la familia Tephritidae.